# Rafael de la Barra López
Rafael de la Barra López (Santiago, 1810 - Santiago, 1894) fue un político y abogado chileno, sobrino de fray Melchor León de la Barra.
Estudió en el Instituto Nacional y salió de abogado el 11 de diciembre de 1840. Hizo clases de derecho civil en el Instituto y posteriormente en la Universidad de Chile. Trabajó como abogado de la Municipalidad de Santiago y de la Intendencia. 
Ingresó al Partido Conservador, apoyó la candidatura de Manuel Bulnes y Manuel Montt, lo que le valió la designación de secretario del Ministerio de Hacienda. Realizó viajes a Europa en representación de Chile, siendo ministro plenipotenciario en Londres, Berlín y Moscú.
Elegido tres veces diputado por Quillota (1855-1864), integrando la comisión permanente de Hacienda e Industria, además de la de Educación y Beneficencia. Secretario de la Cámara de Diputados (1859).
Ministro plenipotenciario de Chile ante la Santa Sede (1870) y miembro de la legación en Estados Unidos (1876).